# Zoran Pavlović
Zoran Pavlović (* 27. Juni 1976 in Tuzla, SFR Jugoslawien) ist ein ehemaliger slowenischer Fußballspieler.

## Verein
Pavlović begann seine Karriere beim slowenischen Verein Rudar Velenje, mit dem er 1998 den slowenischen Pokal gewann. 1999 wechselte er zum kroatischen Club Dinamo Zagreb, mit dem er 1999 Pokalsieger und 2000 kroatischer Meister wurde. 2001 ging Pavlović nach Österreich zu FK Austria Wien. Dort blieb er auch nur eine Saison und wechselte in den folgenden Jahren mehrfach den Verein. So spielte er bei Austria Salzburg (2002 bis 2003), beim ukrainischen Verein Worskla Poltawa (2003), beim SFC Opava in Tschechien (2004) und beim slowenischen Club Olimpija Ljubljana (2004/05). Im Februar 2005 wechselte Pavlović zum deutschen Zweitligisten FC Rot-Weiß Erfurt. Für die Thüringer bestritt er nur drei Spiele, in denen er nicht überzeugen konnte, sodass sein Vertrag nach zweieinhalb Monaten wieder aufgelöst wurde. 2005 wechselte er wieder zu seinem Stammverein Rudar Velenje. Seit Januar 2012 spielte Pavlović in Österreich; u. a. von 2016 bis 2019 beim unterklassigen SV Heimschuh in der Steiermark. Eine kurze Episode bei NK Šmartno bildete anschließend das Karriereende.

## Nationalmannschaft
Sein Debüt in der slowenischen A-Nationalmannschaft gab Pavlović am 19. August 1998 gegen Ungarn. Bei der Europameisterschaft 2000 in den Niederlanden und Belgien und der Weltmeisterschaft 2002 in Japan und Südkorea stand er im Kader der slowenischen Nationalmannschaft, allerdings bestritt er nur bei der EM 2000 ein Spiel für sein Land. Insgesamt kam Pavlović auf 21 Einsätze im Nationalteam.

## Erfolge
- Slowenischer Pokalsieger: 1998, 2008, 2010
- Kroatischer Meister: 2000
- Kroatischer Pokalsieger: 2001
- Slowenischer Meister: 2009